# Blaenau Ffestiniog
Blaenau Ffestiniog és una ciutat del nord de Gal·les, al comtat de Gwynedd. En el passat tingué gran importància per les explotacions de pissarra; en l'actualitat és una destinació turística enmig del Parc Nacional d'Eryri.

## Geografia
Situat a la zona d'Yr Wyddfa (Snowdonia en anglès) la ciutat fou un dels punts importants de la indústria d'extracció de pissarra a Gal·les, fins a la decadència del sector a començaments del segle xx. En l'actualitat l'economia de la ciutat es basa principalment en el turisme. Per bé que la ciutat està enmig del Parc Nacional de l'Snowdonia, les fronteres d'aquest n'ometen específicament la ciutat i els seus munts de runam de mina.
Els turons al voltant de Blaenau Ffestiniog formen la divisòria entre les conques del riu Conwy, que corre cap al nord, i la del Dwyryd, que ho fa cap a l'oest.

## Ensenyament
L'Ysgol y Moelwyn és la principal escola secundària de l'àrea, i aplega alumnes de Blaenau, Manod, Tanygrisiau, Ffestiniog, Trawsfynydd, Gellilydan i, fins i tot, de la vall de Ffestinog. Hi ha altres escoles secundàries pels voltants, la majoria amenaçades de tancament o fusió amb altres.

## Turisme
La ciutat s'enorgulleix d'atraccions turístiques de pes, com el Ffestiniog Railway i les coves de pissarra de Llechwedd, una antiga mina oberta als visitants; periòdicament apareix a la llista de les cinc destinacions preferides de Gal·les.
Blaenau Ffestiniog acollí l'Eisteddfod Nacional del 1898. La població ha format part, tradicionalment, del comtat tradicional gal·lès del Meirionnydd.

## Comunicacions terrestres
El principal accés a la ciutat és per la carretera A470, que uneix el nord i el sud de Gal·les; al nord de Blaenau Ffestiniog, la A470 s'enfila fins al coll de Bwlch y Gorddinan (385 m) per passar al veí comtat de Sir Conwy, on troba la carretera A5 a la ciutat de Betws-y-Coed. Altres rutes lliguen la població amb la resta del país, com la A487, que va d'oest a est i mena a Porthmadog, Caernarfon i Bangor, proporcionant comunicació amb la península de Llŷn mitjançant la A497 i amb Ynys Môn per la A55, i la A496, que comunica amb Harlech i Abermaw.
Al llarg dels temps, la ciutat ha estat cap de quatre línies independents de ferrocarril, cadascuna de les quals amb la seva o les seves estacions pròpies:
- El Ffestiniog Railway
- El Festiniog and Blaenau Railway
- El Conwy Valley Line de la línia principal London and North Western Railway, i
- El Bala Ffestiniog Line, fillola de la Great Western Railway.

En l'actualitat, l'estació de tren atén les línies Ffestiniog Railway i Conwy Valley line.

## Residents d'anomenada
- John Cowper Powys, novel·lista
- Llwybr Llaethog, grup musical
- Glyn Tomos Wise, participant en el concurs Big Brother 7
- Anweledig, grup musical

## Barris
Els habitants divideixen la ciutat en "parts", entre les quals hi ha Tanygrisau i Manod. En aquest sentit, Blaenau Ffestiniog és emprat de vegades com a nom únicament del centre de la ciutat.